# Araceli Navarro
Araceli Navarro Laso (ur. 9 sierpnia 1989 w Madrycie) – hiszpańska szablistka, brązowa medalistka mistrzostw świata.
W 2009 roku zdobyła brąz indywidualnie na mistrzostwach świata juniorów w Belfaście.
Podczas mistrzostw świata w Kairze w 2022 roku zdobyła brązowy medal w turnieju indywidualnym. Wyprzedziły ją jedynie Japonka Misaki Emura i reprezentująca Azerbejdżan Anna Baszta. Na tej samej imprezie była również czwarta w zawodach drużynowych.
Wystartowała na igrzyskach olimpijskich w Pekinie w 2008 roku, gdzie indywidualnie zajęła 32. miejsce.
Zajęła także piąte miejsce drużynowo i indywidualnie na igrzyskach europejskich w Krakowie w 2023 roku.